# San Lorenzo (Florencie)
Bazilika San Lorenzo neboli bazilika sv. Vavřince (italsky Basilica di San Lorenzo) je jeden z největších a nejstarších římskokatolických kostelů (s titulem basilica minor) ve Florencii.

## Popis
Kostel se nachází v centru města na stejnojmenném náměstí a je místem posledního odpočinku všech hlavních členů rodu Medicejů, počínaje Cosimem "starým" Medicejským až po Cosima III.
Patří také mezi nejstarší kostely ve městě. Byl vysvěcen roku 393, zasvěcen sv. Ambroži z Milána, tehdy stál za městskými hradbami. Tři sta let byl městskou katedrálou, než bylo oficiální sídlo florentského biskupa přemístěno do kostela Santa Reparata. San Lorenzo byl také farním kostelem rodu Medicejských.
Roku 1419 poskytl Giovanni z Bicci Medicejský finanční prostředky pro výstavbu nového kostela na místě původní románské budovy. Filippo Brunelleschi, renesanční architekt první poloviny 15. století, byl pověřen vypracováním návrhu stavby, z toho byla provedena v letech 1419-1429 stará sakristie s kryptou Medicejských a obvodové zdivo kostela, stavbu dokončil Cosimo Starý. Kostel je částí rozsáhlého klášterního komplexu zahrnující: Starou sakristii od Brunelleschiho, Medicejskou knihovnu Laurenzianu od Michelangela, novou sakristii také podle Michelangelova návrhu a kapli Medicejských od Mattea Nigettiho.

## Historie budovy

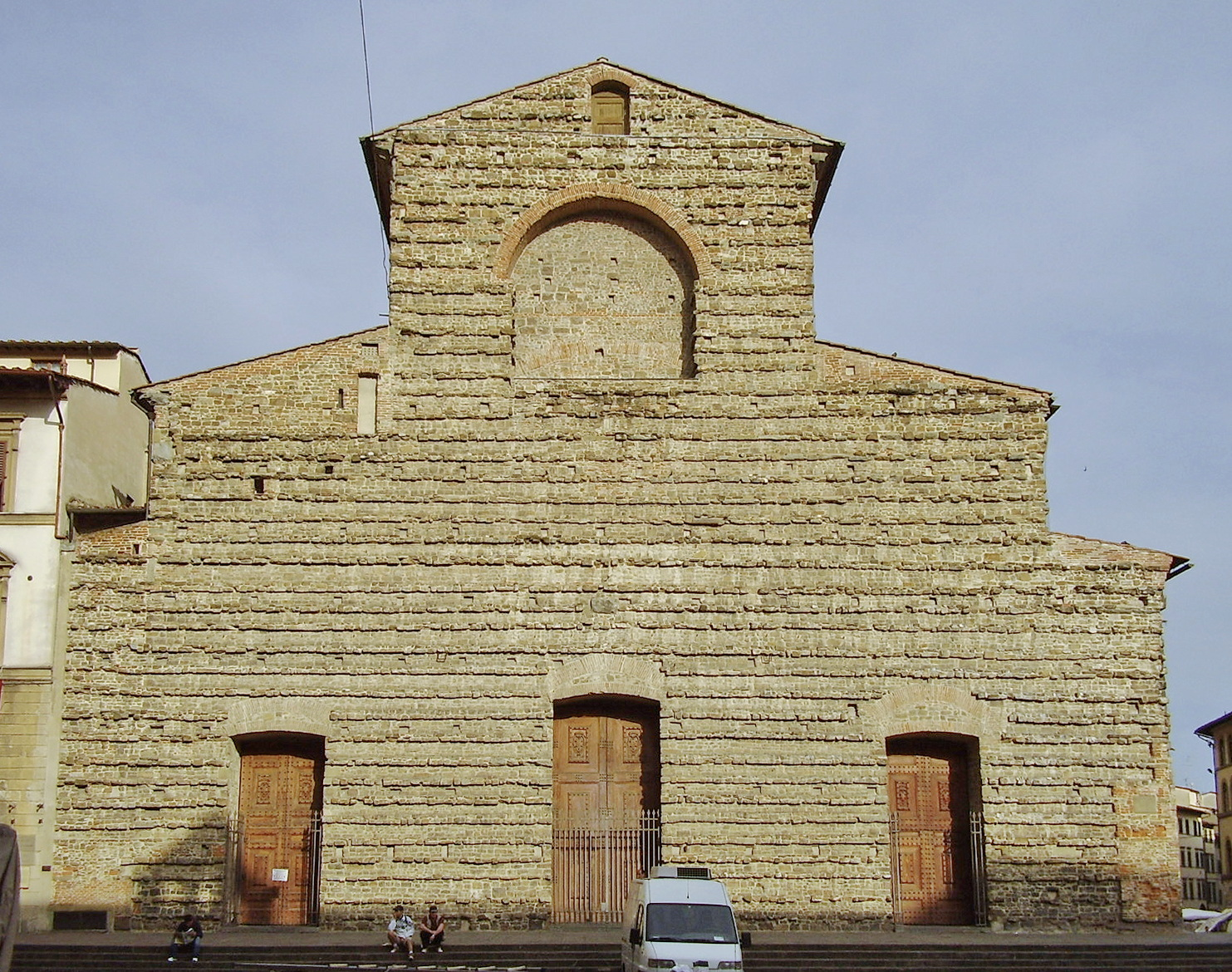
Fasáda.

Kostel je považován za milník ve vývoji renesanční architektury. Jeho výstavba začala kolem roku 1419, ale úmrtí donátora v roce 1429 a tím i nedostatek peněz zapříčinily zpomalení prací a změny v projektu. Filippo Brunelleschi zemřel roku 1446 a na jeho místo nastoupil buď Antonio Manetti nebo Michelozzo. Hlavní část kostela byla dokončena roku 1459 v době, kdy Florencii navštívil papež Pius II., avšak kaple, vložené obvodovými zdmi do pravé (jižní) boční lodi, byly dostavěny až v 80. a 90. letech 15. století. Výsledná stavba se v mnohém liší od původních Brunelleschiho nákresů.

## Budova

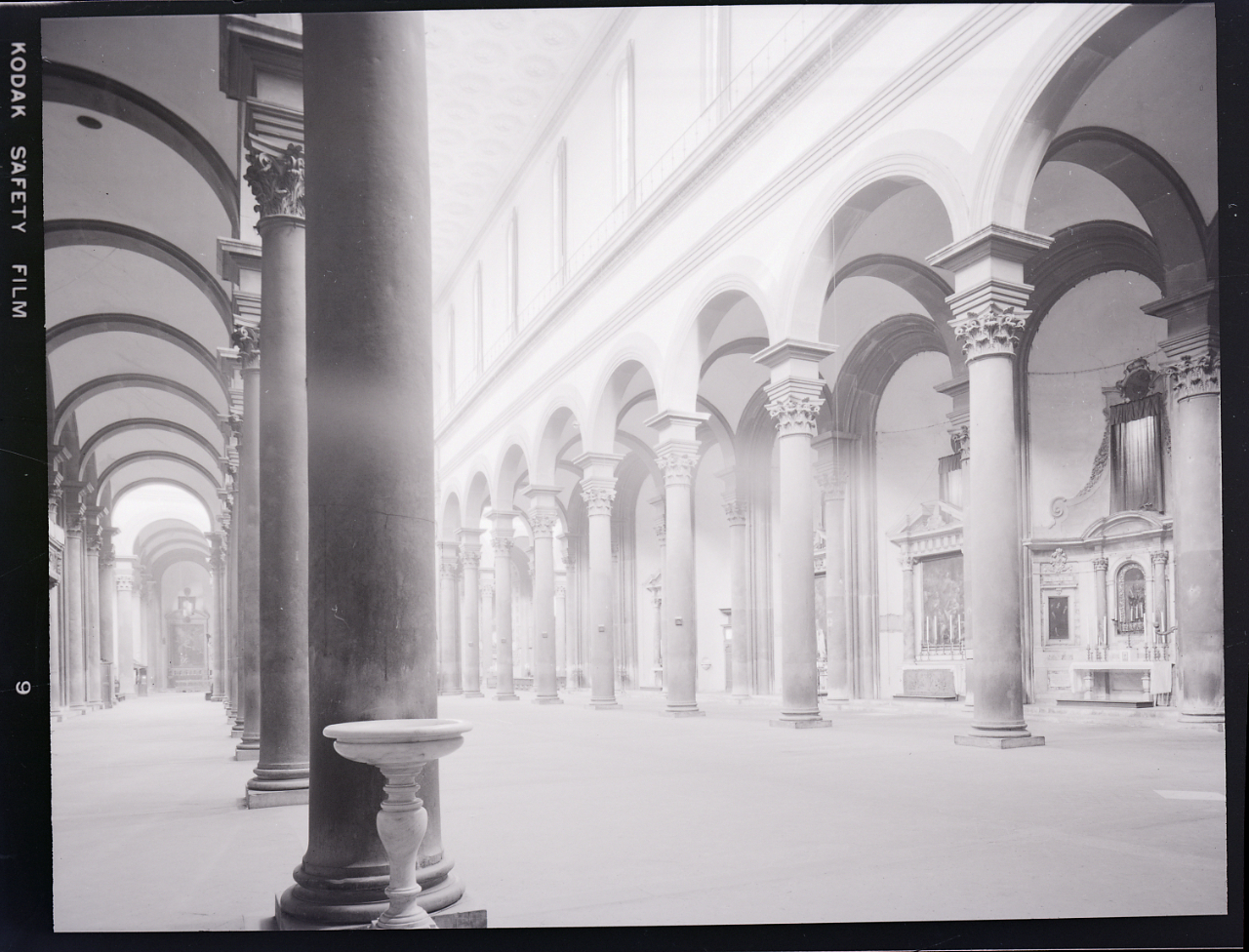
San Lorenzo

Medicejský papež Lev X. zadal Michelangelovi roku 1518 úkol obložit fasádu deskami z bílého carrarského mramoru, jak bylo v toskánské renesanci obvyklé. Michelangelo vytvořil dřevěný model, ale fasáda nebyla nikdy zbudována. Michelangelo poté navrhl a vytvořil vnitřní fasádu kostela, která zahrnuje i troje dveře mezi dvěma pilastry a balkón na dvou korintských sloupech.
Zvonice pochází z roku 1740.

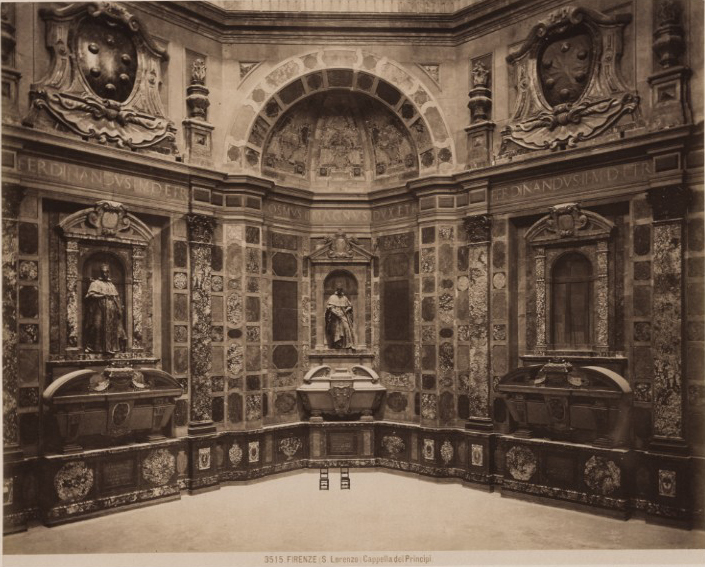
Giacomo Brogi: Cappela dei Principi

- Stará sakristie (Sagrestia Vecchia), navrhl a vystavěl ji Brunelleschi. Je nejstarší částí současného komplexu staveb. Je zde několik  náhrobních tumb členů rodiny Medici.
- Nová sakristie (Sagrestia Nuova), navrhl ji roku 1520 Michelangelo, který také zde navrhl sochy k sarkofágům, dokončil pouze alegorické sochy pro hrobky Lorenza Nádherného a Giuliana, Západ a Východ slunce, Noc a Den, sedící Madonu s Ježíškem a sochy svatých Kosmy a Damiana. Ostatní sochy vytvořili jeho žáci Montorsoli a Baccio da Montelupo.

### Cappelle Medici
Kaple Medicejských neboli Cappelle Medicee se nacházejí v apsidě. Rod Medicejů je financoval až do smrti poslední ženské členky rodu, Anny Marie roku 1743. Téměř padesát členů rodu je pohřbeno v kryptě.  Podle projektu Alessandra Pieroniho a Mattea Nigettiho  (1603-1604) je realizoval Bernardo Buontalenti. Nad kryptou je "Kaple vévodů" (Cappella dei Principi), roku 1604 dokončená oktogonální hala, v níž jsou pohřbeni velkovévodové. Je specificky manýristická: v oktogonu jsou trojboké výklenky,  osmiboká klenba kupole je osvětlena okny tambúru, okna jsou asymetrická. Stěny jsou vykládány různě tvarovanými deskami z mramoru a z porfyru (symbolicky upomínají na porfyrové sloupy Davidova chrámu v Jeruzalémě), smutečního barevného ladění. Kamenné sarkofágy mají gigantické měřítko. V čele je Uprostřed kaple bylo zamýšleno umístit Boží hrob, ale pokusy koupit ho nebo uloupit z Jeruzaléma selhaly.

## Umělecká díla

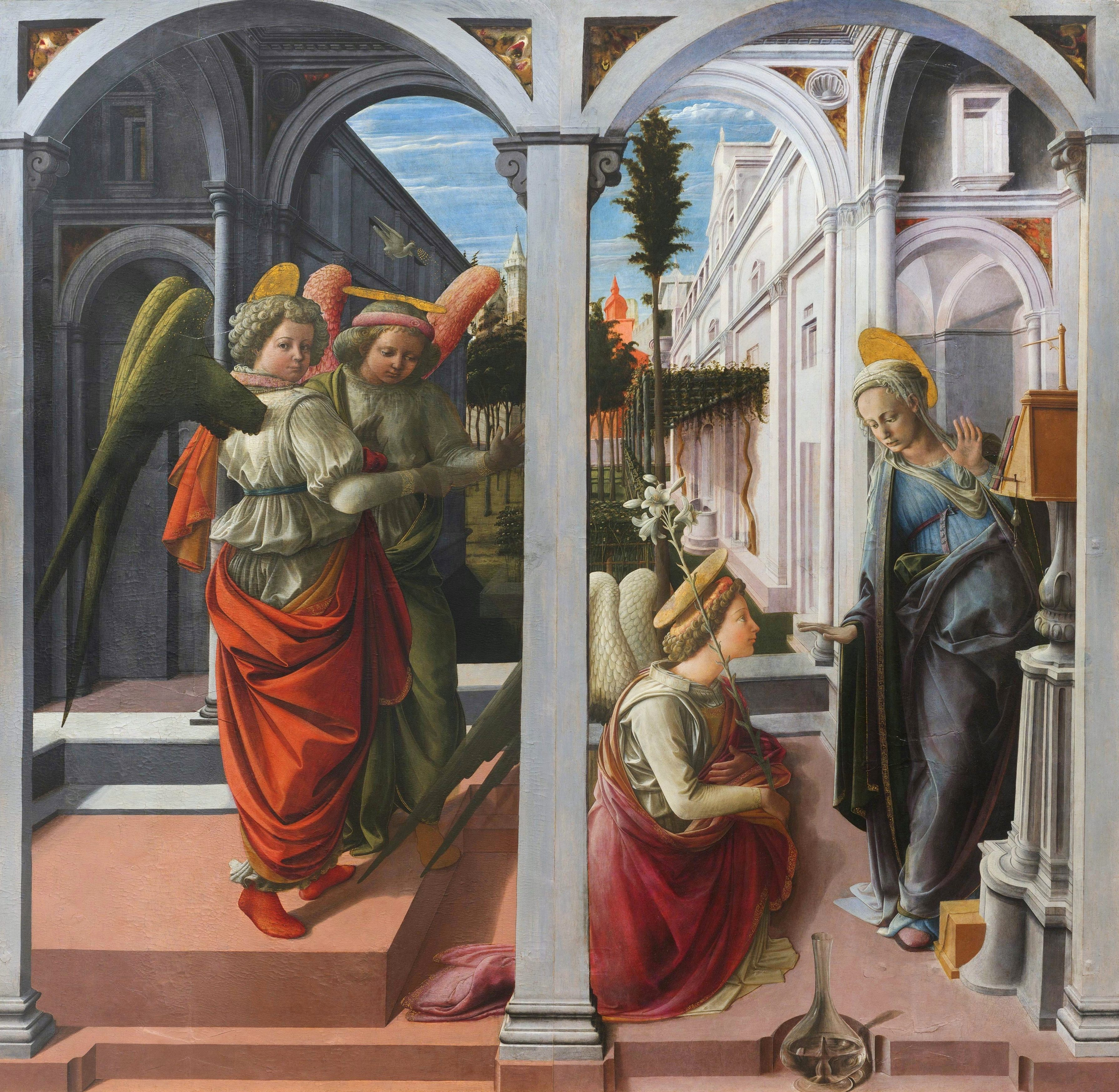
Lippiho Annunciazione (Zvěstování)

- Bronzino (freska Utrpení sv. Vavřince)
- Desiderio da Settignano (Pala del Sacramento, tabernákl jižní boční loď)
- Donatello (dvě bronzové kazatelny, cimbuří, reliéfy, tonda a bronzové dveře k Sagrestia Vecchia)
- Antonio del Pollaiuolo (dřevěný krucifix v kapli jižního transeptu)
- Fra Filippo Lippi (oltářní obraz Annunciation v kapli severního transeptu)
- Rosso Fiorentino (Svatba panny v kapli jižní lodi)
- Verocchio (náhrobek Giovanniho a Piera de Medici v Sagrestia Vecchia)

## Pohřbení
- Bernardo Cennini (jižní transept)
- Donatello (severní transept)
- Francesco Landini (jižní loď)

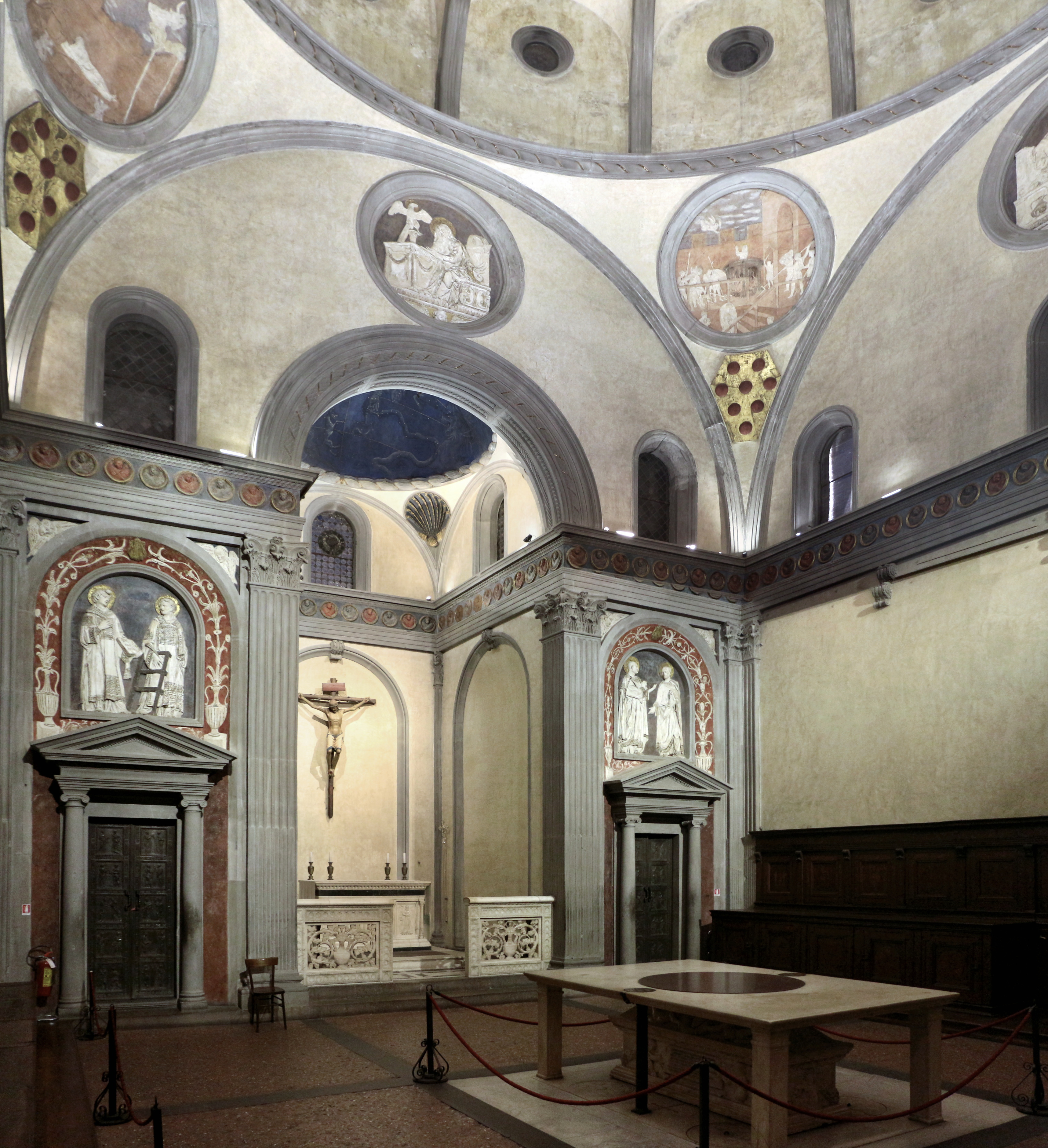
Stará zákristie

- Anna Marie Luisa Medicejská (Cappella dei Principi)
- Niccolò Martelli (severní transept)
- Kosma Medicejský (před hlavním oltářem)
- Kosma I. Medicejský (Cappella dei Principi)
- Kosma II. Medicejský (Cappella dei Principi)
- Kosma III. Medicejský (Cappella dei Principi)
- Ferdinand I. Medicejský (Cappella dei Principi)
- Ferdinand II. Medicejský (Cappella dei Principi)
- Ferdinand III. Toskánský (krypta)
- František I. Medicejský (Cappella dei Principi)
- Gian Gastone Medicejský (Cappella dei Principi)
- Giovanni di Bicci Medicejský (Sagrestia Vecchia)
- Giovanni di Cosimo Medicejský (Sagrestia Vecchia)
- Julián di Lorenzo Medicejský (Sagrestia Nuova)
- Julián di Piero Medicejský (Sagrestia Nuova)
- Lorenzo I. Medicejský (Sagrestia Nuova)
- Lorenzo II. Medicejský (Sagrestia Nuova)
- Piero di Cosimo Medicejský (Sagrestia Vecchia)
- Nicolaus Steno (Niels Stensen)